# Объединённая белорусская военная школа
Объединённая белорусская военная школа имени ЦИК БССР (ОБВШ, бел. Аб’яднаная беларуская вайсковая школа імя ЦВК БССР (АБВШ)) — среднее военное учебное заведение («нормальная военная школа»), действовавшее в 1921—1941 годах в Минске для подготовки профессионального командного состава Рабоче-крестьянской Красной армии Вооружённых Сил СССР, в первую очередь Западного особого военного округа.
Была образована как пехотные курсы в ССРБ; с 1924 года — объединённая командная школа. В 1937 преобразована в военное училище. Подчинялась Управлению военно-учебных заведений Красной Армии Народного комиссариата обороны СССР. За годы работы было подготовлено около 3,5 тысяч командиров и начальников.

## История
5 февраля 1921 года по приказу Реввоенсовета Республики в Минске были организованы краткосрочные 81-е пехотные курсы командного состава. Первая сводная рота курсантов, сформированная в Москве из участников боёв под Орехово-Зуево, прибыла 4 февраля в Минск. Курсанты разместились в здании, где вначале находился монастырь мариавиток, затем — Минская духовная семинария, закрытая в 1918 году (современный адрес — ул. М. Богдановича, 29), и в бывшем здании Казённой палаты. С 10 февраля они приступили к классным и строевым занятиям.
Курсы неоднократно меняли своё название: с 4 апреля 1921 по 2 мая 1921 года — 81-е Минские подготовительные курсы командного состава имени Совнаркома БССР, с 3 мая 1921 по 30 марта 1923 года — 81-е Минские пехотные командные курсы, с 31 марта 1923 по 2 марта 1924 года — 6-е Минские пехотные курсы РККА.
В ходе военной реформы, проводимой с 1924 года в СССР, 3 марта 1924 года в БССР на базе 6-х Минских пехотных курсов РККА была создана 7-я Объединённая белорусская командная школа им. ЦИК БССР, объединившая эти курсы с другими, действовавшими на территории Западного военного округа (с 9 октября 1924 года — Объединённая белорусская военная школа им. ЦИК БССР). Это было среднее общевойсковое военное учебное заведение, готовящее командиров для сухопутных войск РККА.
Название «Объединённая» отражало специфику обучения: на трёх отделениях готовились кадровые командиры для родов войск РККА — пехоты, кавалерии, артиллерии. В перечень военных дисциплин входили: топография, история Гражданской войны, военное искусство, тактика, огневая подготовка, инженерное дело. Тактика пехоты и кавалерии (курсанты постигали джигитовку и приёмы езды) изучалась в них с учётом применения артиллерийского огня. Почти треть учебного времени отводилась на общеобразовательные предметы. В течение учёбы курсанты проходили стажировку: на втором курсе — в должности командира отделения, на третьем — командира взвода. До 1930-х годов обучение велось на белорусском языке.
Военная школа представляла собой один батальон трёх- или четырёхротного состава. Первоочередной задачей ОБВШ имени ЦИК БССР была подготовка командиров для 2-й Белорусской стрелковой дивизии Западного военного округа (с октября 1926 года — Белорусский военный округ).
В феврале 1931 года в честь 50-летия наркома по военным и морским делам, председателя Реввоенсовета СССР (РВС) К. Е. Ворошилова курсанты школы совершили лыжный пробег Минск — Москва. С 6 по 21 февраля 1931 года десять курсантов, совершив 800-километровый бросок, доставили К. Е. Ворошилову «Рапорт о достижениях и недочётах» ОБВШ и лично поздравили наркома в Москве.
В феврале 1931 года также отмечалось и десятилетие Объединённой белорусской военной школы. ОБВШ была награждена орденом Трудового Красного Знамени. В указе, подписанном председателем ЦИК БССР А. Г. Червяковым, говорилось: «Отмечая выдающиеся заслуги Объединённой белорусской военной школы имени ЦИК БССР в деле подготовки красных командиров, Президиум ЦИК постановляет: вознаградить Объединённую белорусскую военную школу орденом Трудового Красного Знамени». Начальник школы И. И. Василевич и его помощники получили из рук секретаря ЦИК А. И. Хацкевича именное оружие.

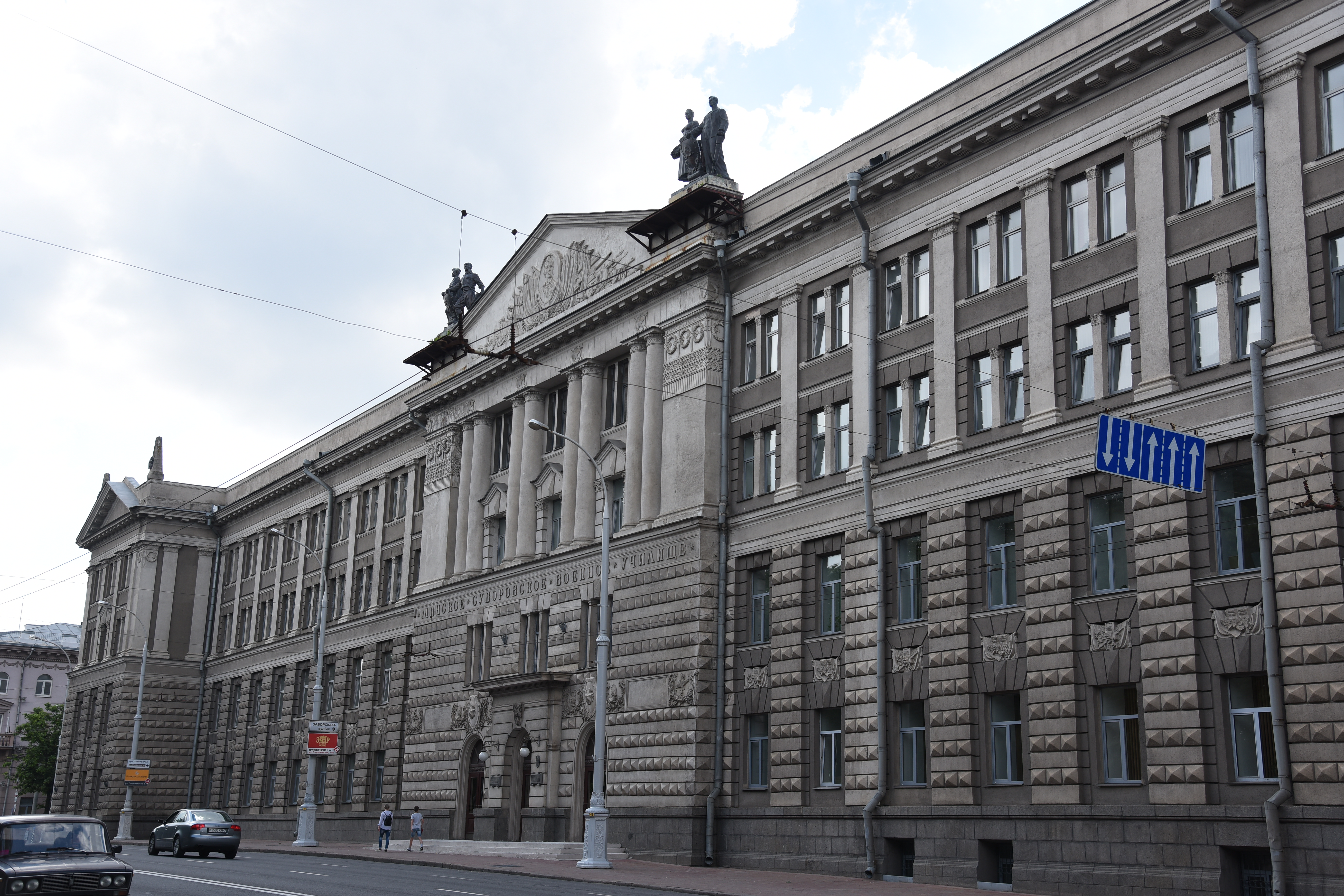
Современный вид здания, в котором располагалась ОБВШ (перестроено в 1952—1955, арх. Г. В. Заборский).

По воспоминаниям маршала Советского Союза И. И. Якубовского, 8 сентября 1933 года в школу приезжал председатель ЦИК СССР от РСФСР М. И. Калинин. На митинге курсанты предложили назвать школу его именем. А 6 ноября 1933 года приказом РВС СССР № 174 школе присвоено имя М. И. Калинина.
16 марта 1937 года преобразована в Минское военное пехотное училище им. М. И. Калинина. 4 февраля 1941 года «в ознаменование 20-й годовщины училища и за выдающиеся успехи в подготовке командных кадров Красной Армии» училище награждено орденом Красного Знамени.
28 марта 1941 года приказом НКО СССР № 0127 переформировано в Минское Краснознамённое танковое училище им. М. И. Калинина.
3 июля 1941 года, на основании директивы ГШ КА № 638/орг, училище передислоцировано в город Ульяновск и переименовано во 2-е Ульяновское Краснознамённое танковое училище имени М. И. Калинина. Расформировано в 1947 году.
После Великой Отечественной войны 21 мая 1952 года в городе Минске было открыто Суворовское военное училище, которое располагается в здании бывшей ОБВШ.

## История наименований
- 05.02.1921 — 81-е Минские пехотные подготовительные курсы
- 03.1921 — 81-е Минские подготовительные курсы командного состава им. Совнаркома БССР
- 05.1921 — 81-е Минские пехотные командные курсы
- 03.1923 — 6-е Минские пехотные курсы РККА
- 03.1924 — 7-я Объединённая белорусская командная школа
- 10.1924 — 7-я Объединённая белорусская военная школа
- 09.10.1924 — 7-я Объединённая военная школа им. ЦИК БССР
- 1924 — Объединённая белорусская военная школа им. ЦИК БССР
- 06.11.1933, приказ РВС СССР № 174 — Объединённая белорусская военная школа им. М. И. Калинина
- 16.03.1937 — Минское Краснознамённое военное пехотное училище им. М. И. Калинина
- 28.03.1941, приказ НКО СССР № 0127 — Минское Краснознамённое танковое училище им. М. И. Калинина.
- 03.07.1941, директива ГШ КА № 638/орг — 2-е Ульяновское Краснознамённое танковое училище им. М. И. Калинина[4].

## Командиры

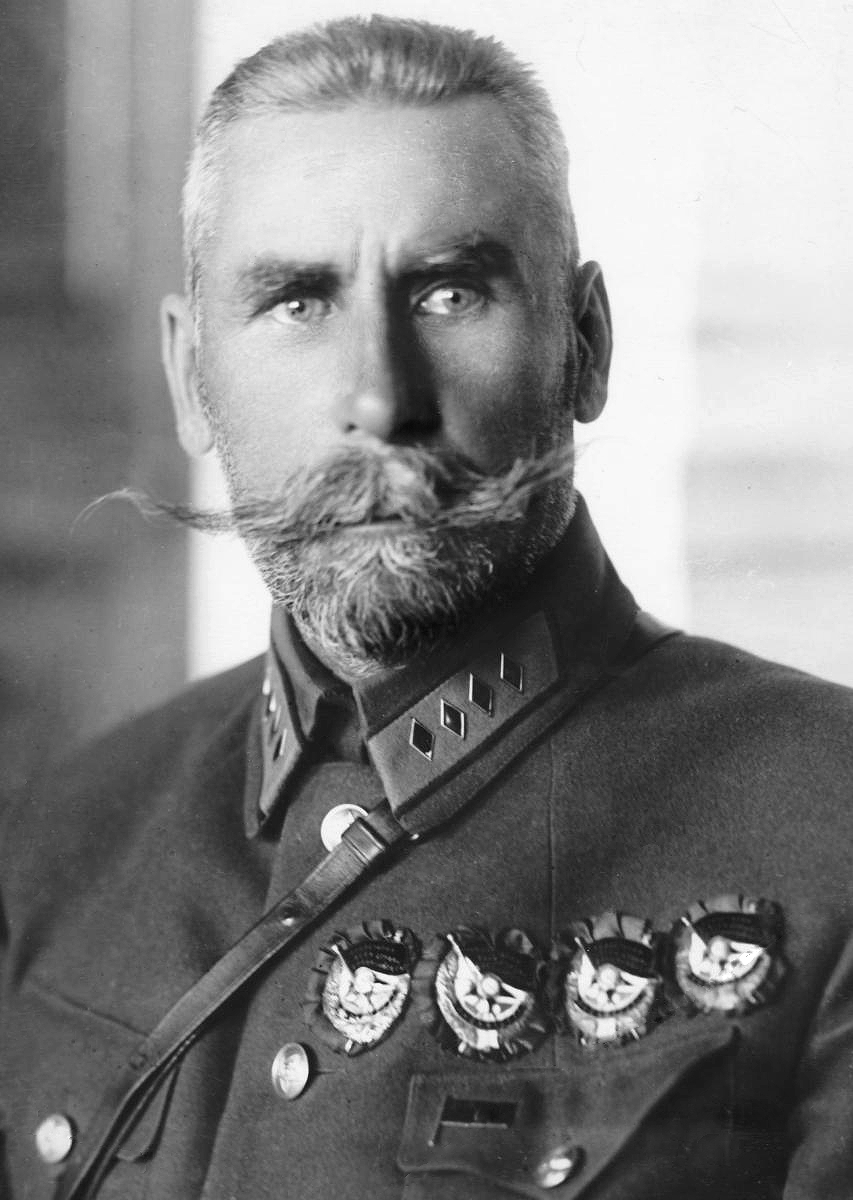
Я. Ф. Фабрициус.

- См. также: Персоналии:Объединённая белорусская военная школа
- Фабрициус, Ян Фрицевич (1922—1923)
- Лаур, Жан Иванович (1923 — декабрь 1925)
- Василевич, Иван Иванович (декабрь 1928—1932)
- Кобленц, Григорий Михайлович (январь 1932 — апрель 1933)
- Алёхин, Евгений Степанович (1933 — июль 1937)
- Ловягин, Пётр Ермолаевич (июль — ноябрь 1937)
- Левашев, Алексей Фёдорович (февраль — март 1938)
- Пузиков, Иван Михайлович (март 1938 — март 1941)
- Золотухин, Николай Григорьевич (с марта 1941)
- Шимкович, Андрей Леонтьевич (с 20.05.1942)
- Алексеев, Никифор Ефремович (с апреля 1943 по май 1946)
- Зиберов, Иван Георгиевич (с 1946)

## Известные преподаватели
- Додонов, Михаил Яковлевич — командир взвода и роты курсантов (январь 1921 — ноябрь 1927)
- Шварев, Николай Александрович — командир роты, начальник строевого обучения (август 1925 — сентябрь 1927)
- Скрыганов, Викентий Васильевич — курсовой командир артиллерийского дивизиона и преподаватель (февраль — октябрь 1930, апрель 1931 — февраль 1932); Герой Советского Союза (1945, посмертно)
- Зайцев, Григорий Кондратьевич — руководитель по тактике и преподаватель тактики (ноябрь 1931—1933)
- Маргелов, Василий Филиппович — командир взвода (1933), помощник командира роты (1934), командир пулемётной роты (1936—1938); Герой Советского Союза (1944)
- Ларин, Василий Михайлович — командир взвода и роты курсантов (март 1934 — сентябрь 1938)
- Русаков, Николай Александрович — помощник начальника по учебно-строевой части (август 1938 — октябрь 1940)
- Фёдоров, Павел Сергеевич — старший преподаватель тактики (март — июнь 1939)
- Алимов, Павел Мартемьянович — старший преподаватель тактики, помощник командира и командир батальона курсантов (сентябрь 1939 — июль 1941)

## Известные выпускники
- Катюшин, Василий Александрович (вып. 1920) — советский военачальник, полковник.
- Заикин, Митрофан Моисеевич (вып.1925, экстерном) — генерал-майор, Герой Советского Союза.
- Артеменко, Николай Иванович (вып. 1927) — советский военачальник, подполковник.
- Пеньковский, Валентин Антонович (вып. 1927) — генерал армии, заместитель министра обороны СССР в 1964—1968 годах.
- Кутузов, Михаил Павлович (вып. 1928) — генерал-майор, командир 2-го гвардейского стрелкового корпуса
- Ольховский, Пётр Иванович (вып. 1928 — экстерном) — советский военачальник, генерал-майор.
- Бадерко, Александр Григорьевич (вып. 1929) — полковник, командир 116-го стрелкового корпуса
- Виноградов, Илья Васильевич (вып. 1929) — советский военачальник, генерал-лейтенант.
- Кубасов, Алексей Фёдорович (вып. 1929 — экстерном) — советский военачальник, генерал-лейтенант.
- Куляко, Георгий Петрович (вып. 1929) — советский военачальник, генерал-майор.
- Макаров, Михаил Григорьевич (вып. 1929) — советский военачальник, генерал-майор.
- Сиванков, Алексей Иванович (вып. 1929) — советский военачальник, полковник.
- Аристов, Сергей Васильевич (вып. 1931 — экстерном) — полковник, командир 1-й гвардейской кавалерийской дивизии, командор Ордена Британской Империи
- Байдак, Ксаверий Михайлович (вып. 1931) — советский военачальник, генерал-майор.
- Васильев, Александр Фёдорович (вып. 1931) — советский военачальник, генерал-майор.
- Маргелов, Василий Филиппович (вып. 1931) — командующий воздушно-десантными войсками СССР в 1954—1959 и 1961—1979 гг., Герой Советского Союза.
- Владычанский, Антон Станиславович (вып. 1932) — генерал-майор СССР, генерал бригады (ПНР), командующий Приморского ВО Войска Польского.
- Лисов, Иван Иванович (вып. 1932) — генерал-лейтенант, заместитель командующего ВДВ.
- Цыганков, Никифор Фомич (вып. 1933) — советский военачальник, полковник.
- Томиловский, Георгий Сергеевич (вып. 1934) — гвардии полковник в отставке, Герой Советского Союза (16 октября 1943 года).
- Якубовский, Иван Игнатьевич (вып. 1934) — маршал Советского Союза, дважды Герой Советского Союза, первый заместитель министра обороны СССР и главнокомандующий Объединёнными вооружёнными силами государств— участников Варшавского договора в 1967—1976 годах.
- Василенко, Гавриил Тарасович (вып. 1935) — генерал-лейтенант, Герой Советского Союза.
- Бодаков, Афанасий Лаврентьевич (вып. 1936) — полковник, Герой Советского Союза.
- Коняхин, Иван Иванович (вып. 1940), полковник, Герой Советского Союза
- Шахнович, Василий Васильевич (вып. 1941)  — генерал-лейтенант Советской Армии, военный советник в странах Африки.

### Сноски
1. ↑  В этом пробеге участвовал курсант В. Ф. Маргелов, получивший из рук наркома именные золотые часы — «луковицу». В дальнейшем, став командующим ВДВ, В. Ф. Маргелов возродил традицию лыжных пробегов, которая существует в ВДВ до сих пор. А. В. Вихарев. Лыжный переход // Российская кадетская перекличка, №5. — 2008. Архивировано 23 января 2009 года.
2. ↑  По другим данным, здание не сохранилось: Костин Б. А. [militera.lib.ru/bio/kostin_margelov/02.html Маргелов]. — М.: Молодая гвардия, 2005. — 320 с. — (Жизнь замечательных людей). — 5000 экз. — ISBN 5-235-02846-5.